# Бохуславице на Вларжи
Бохуславице на Вларжи (чеш. Bohuslavice nad Vláří) је насељено мјесто са административним статусом сеоске општине (чеш. obec) у округу Злин, у Злинском крају, Чешка Република.

## Становништво
Према подацима о броју становника из 2014. године насеље је имало 376 становника.